# Cneu Domício Enobarbo (cônsul em 192 a.C.)
Cneu Domício Enobarbo (em latim: Cneus Domitius Ahenobarbus) foi um político da gente Domícia da República Romana eleito cônsul em 192 a.C. com Lúcio Quíncio Flaminino. Foi o fundador da família dos Enobarbos. É provável que Cneu Domício Enobarbo, cônsul sufecto em 162 a.C., tenha sido seu filho. O imperador romano Nero era seu descendente direto pela linha masculina.

## Primeiros anos
Como edil plebeu em 196 a.C., perseguiu com sucesso com o seu colega, Caio Cúrião, diversos pequarii ("criadores de gado") que pastavam suas boiadas ilegalmente em terras públicas. Com a renda arrecadada pelas multas aplicadas, mandou construir um templo dedicado ao deus Fauno na Ilha Tiberina, completado durante o seu mandato de pretor em 194 a.C.

## Consulado (192 a.C.)
Foi eleito cônsul em 192 a.C. com Lúcio Quíncio Flaminino. Foi enviado pelo Senado contra os boios, que se renderam imediatamente. Ficou no território inimigo até o final de 191 a.C., quando foi substituído por um dos cônsules do ano seguinte, Públio Cornélio Cipião Násica. Uma anedota, relatada por Lívio e Valério Máximo, conta que, durante seu consulado, um de seus bois teria lhe advertido dizendo "Roma, cave tibi" ("Esteja de guarda, Roma!").

## Anos finais
Em 190 a.C. serviu como legado às ordens de Cipião Asiático na Guerra romano-síria contra Antíoco III, o Grande.